# CWKS Legia Warschau
CWKS Legia Warschau (polnisch CWKS Legia Warszawa, vollständig Centralny Wojskowy Klub Sportowy Legia Warszawa) ist ein polnischer Leistungs- und Breitensportverein aus Warschau. Der Verein wurde 1916 gegründet und kam nach dem Zweiten Weltkrieg als staatlicher Armeeklub zu besonderem Ruhm im polnischen Sport.

## Volleyball
Die Volleyball-Abteilung wurde 1947 gegründet und gehört zu den erfolgreichsten in Polen. Die Abteilung gewann achtmal die polnische Meisterschaft und wurde fünfmal polnischer Pokalsieger. In der Saison 2009/10 spielte die erste Mannschaft jedoch in der drittklassigen 2. Liga.

## Eishockey
Die Eishockey-Abteilung gehörte bis Ende der 1960er zu den erfolgreichsten in ganz Polen und ist bis heute mit 13 Titeln Vizerekordmeister. Seit der Saison 2011/12 spielt das Team in der zweitklassigen I liga.

## Rugby
Seit 2012 existiert wieder eine Rugby-Abteilung. Die erste Mannschaft spielt in der Saison 2015/16 in der zweitklassigen 1. Liga; siehe hierzu auch Rugby in Polen.

## Basketball
Die Basketball-Abteilung gewann achtmal die polnische Meisterschaft, und zweimal den polnischen Pokal. In der Saison 2022 wurde Legia polnischer Vizemeister.

## Radsport
Die Radsport-Abteilung besitzt seit 2005 besitzt eine Lizenz der UCI als Continental Team und nimmt damit an den UCI Continental Circuits teil. Bedingt durch Co-Sponsoren lief die Mannschaft auch zwischenzeitlich unter dem Namen Legia-Bazyliszek oder Legia-TV4.